# Austenitizzazione
L'austenitizzazione è una trasformazione di struttura cristallina degli acciai, consistente nell'ottenimento nell'acciaio stesso di una struttura austenitica.
Poiché l'austenite è una forma cristallina metastabile, non può sussistere a temperatura ambiente; l'austenitizzazione costituisce quindi la prima fase dei trattamenti di:
- tempra, nel qual caso viene seguita da un rapido raffreddamento, volto a congelare la struttura austenitica e far precipitare la lega ferro-carbonio in forma di martensite.
- ricottura, quando è seguita da un raffreddamento più o meno lento, teso a risolubilizzare l'austenite in ferrite e cementite.